# 安藤礼二
安藤 礼二（あんどう れいじ、1967年6月15日 - ）は、日本の文芸評論家、多摩美術大学アートとデザインの人類学研究所所員、美術学部芸術学科教授。

## 経歴
東京都生まれ。早稲田大学第一文学部考古学専修課程卒業後、河出書房新社に勤務し、民俗学、幻想文学の新編再刊、現代思想書の訳書を編集担当した。
2002年「神々の闘争　折口信夫論」が第45回群像新人文学賞評論部門の優秀作に選ばれる。2006年、『神々の闘争　折口信夫論』で第56回芸術選奨新人賞受賞。中沢新一の下で多摩美術大学助教授。2007年、同准教授を経て教授。2009年『光の曼陀羅　日本文学論』で第3回大江健三郎賞、第20回伊藤整文学賞受賞。2015年『折口信夫』で、角川財団学芸賞、サントリー学芸賞受賞。

## 著書
※は電子書籍も刊
- 『神々の闘争　折口信夫論』（講談社、2004年／講談社文芸文庫※、2024年8月、斎藤英喜解説）
- 『近代論 - 危機の時代のアルシーヴ』（NTT出版、2008年）
- 『光の曼陀羅 - 日本文学論』（講談社、2008年／講談社文芸文庫※、2016年）
- 『霊獣 - 「死者の書」完結編』（新潮社、2009年）
- 『場所と産霊（ムスビ）- 近代日本思想史』（講談社※、2010年）
- 『たそがれの国』（筑摩書房、2010年）
- 『祝祭の書物 - 表現のゼロをめぐって』（文藝春秋、2012年）
- 『折口信夫』（講談社※、2014年）
- 『大拙』（講談社※、2018年10月）
- 『列島祝祭論』（作品社、2019年10月）
- 『迷宮と宇宙』（羽鳥書店、2019年11月）
- 『吉本隆明 - 思想家にとって戦争とは何か』（NHK出版〈シリーズ・戦後思想のエッセンス〉※、2019年11月）
- 『熊楠 - 生命と霊性』（河出書房新社、2020年12月）
- 『縄文論』（作品社、2022年10月）
- 『井筒俊彦 - 起源の哲学』（慶應義塾大学出版会※、2023年9月）
- 『死者たちへの捧げもの』（青土社、2023年12月）
- 『空海』（講談社※、2025年5月）

### 共編著
- 『折口信夫の青春』富岡多恵子共著（ぷねうま舎、2013年）
- 『明治大学公開文化講座32　書物としての宇宙』（明治大学人文科学研究所編：風間書房、2014年）
  - 講演記「祝祭の書物・書物の祝祭―平田篤胤、折口信夫とポーとマラルメ」新書判。共著者は松岡正剛・鹿島茂
- 『この女を見よ 本荘幽蘭と隠された近代日本』江刺昭子共編著（ぷねうま舎、2015年）

## 編・解説
※は電子書籍も刊
- 『折口信夫　初稿・死者の書』 国書刊行会、2004年
  - 『死者の書・口ぶえ』 岩波文庫※、2010年
- 『折口信夫文芸論集』 講談社文芸文庫※、2010年
- 『折口信夫天皇論集』 講談社文芸文庫、2011年
- 『折口信夫芸能論集』 講談社文芸文庫、2012年
- 『折口信夫対話集』 講談社文芸文庫、2013年
折口の『古代研究』角川ソフィア文庫（全6巻）※の新版解説も担当
- 『井筒俊彦　言語の根源と哲学の発生』 河出書房新社〈KAWADE道の手帖〉
若松英輔と責任編集、2014年6月、増補版2017年6月
- 『松山俊太郎 蓮の宇宙』 太田出版、2016年
- 『言語と呪術　発話の呪術的機能の研究』 慶應義塾大学出版会、2018年

〈井筒俊彦英文著作翻訳コレクション〉。監訳（小野純一訳）